# Транстихоокеанське партнерство
Транстихоокеанське партнерство (ТТП; англ. Trans-Pacific Partnership, TPP) — міжнародна торгово-економічна організація, мета котрої — створення зони вільної торгівлі в Азійсько-Тихоокеанському регіоні. Організація створена на основі розробленої торгової угоди між її учасниками.
Дана структура має стати альтернативою АСЕАН і АТЕС, її створення є продовженням американської політики зі збереження контролю над Тихоокеанською зоною, створення економічного блоку для протистояння впливу Китаю.
За прогнозами, доля країн ТТП (разом із Японією) у світовому ВВП може досягнути 38—40% і чверть обороту світової торгівлі (при цьому лідируючи за обсягами долі у ВВП, але уступаючи в обороті світової торгівлі торговому блоку АСЕАН+6 за умови участі Китаю в АСЕАН).
5 жовтня 2015 року було оголошено про досягнення угоди між 12 країнами.

## Транстихоокеанське партнерство

### Тенденції

#### Сполучені Штати Америки
|                                                                | У той час, коли більш ніж 95% наших потенційних споживачів (клієнтів) живуть за межами наших кордонів, ми не можемо дозволити країнам, на кшталт Китаю, писати правила світової економіки. Ці правила повинні написати ми, відкриваючи нові ринки для американських товарів, встановлюючи високі стандарти для захисту робітників (охорони праці) і збереження навколишнього середовища (екології).Оригінальний текст (англ.) When more than 95% of our potential customers live outside our borders, we can't let countries like China write the rules of the global economy, we should write those rules, opening new markets to American products while setting high standards for protecting workers and preserving our environment. |
| — Барак Обама, на основі прес-релізу Міністерства торгівлі США | |

23 січня 2017 президент США, Дональд Трамп, підписав указ про вихід з Транстихоокеанського партнерства.

### Контрактація

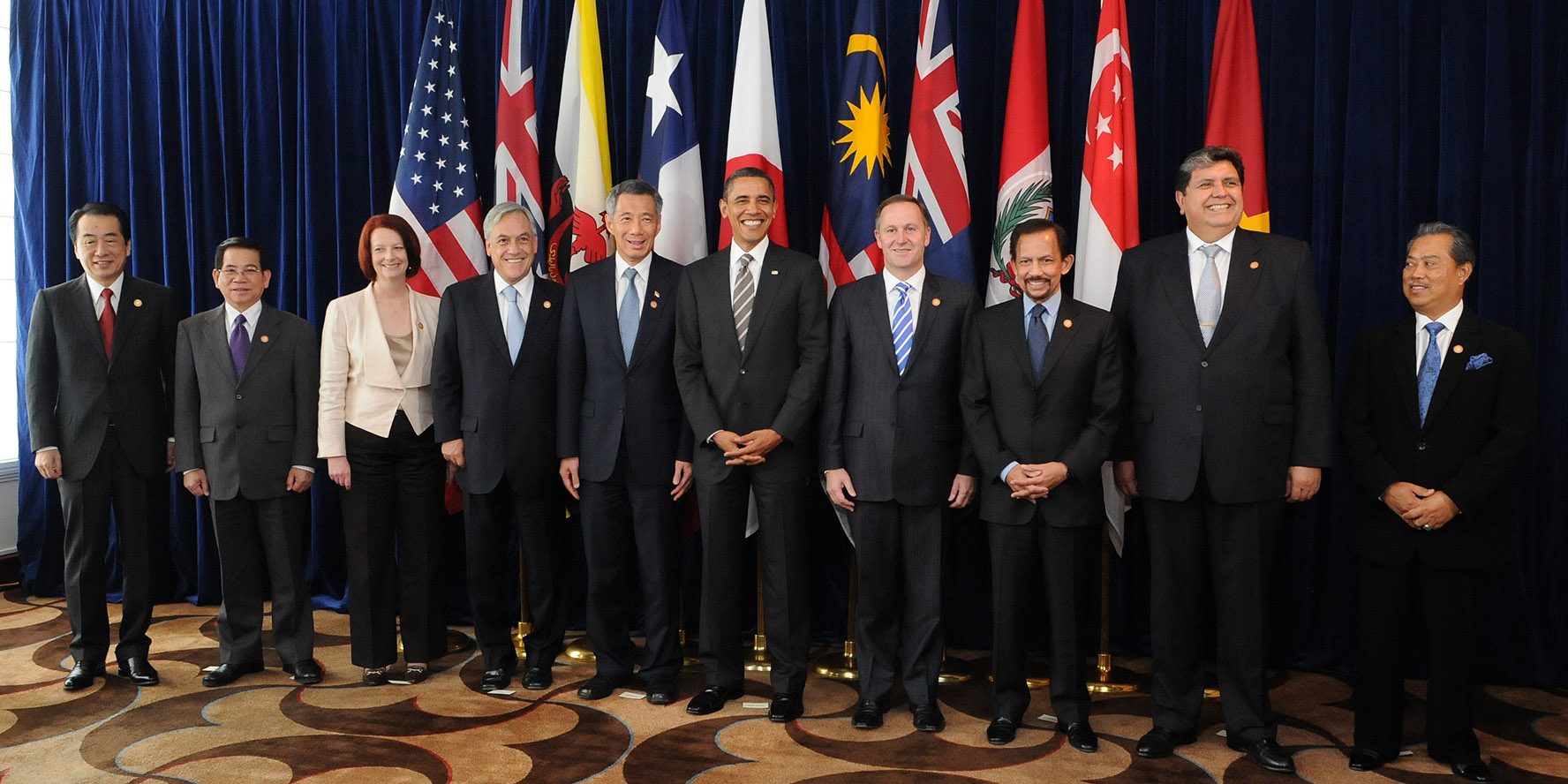
Лідери ймовірних держав-учасників угоди про Транс-тихоокеанське партнерство на саміті 2010 року
----
Перелік учасників зустрічі (з ліва на право)
Японська Держава — Кан Наото (94-й Прем'єр-міністр Японії)
Соціалістична Республіка В'єтнам — Нгуєн Мінь Чієт (8-й Президент В'єтнаму)
Австралійський Союз — Джулія Гіллард (27-й Прем'єр-міністр Австралії)
Республіка Чилі — Себастьян Піньєра (35-й Президент Чилі)
Республіка Сінгапур — Лі Сянь Лун (3-й Прем'єр-міністр Сінгапуру)
Сполучені Штати Америки — Барак Обама (44-ий Президент США)
Нова Зеландія — Джон Кі (38-й Прем'єр-міністр Нової Зеландії)
Держава Бруней Даруссалам — Хассанал Болкіах (30-й Султан Брунею)
Республіка Перу — Алан Ґарсія (Екс-президент Перу)
Малайзія — Мухайддін Яссін

### Інтеграція

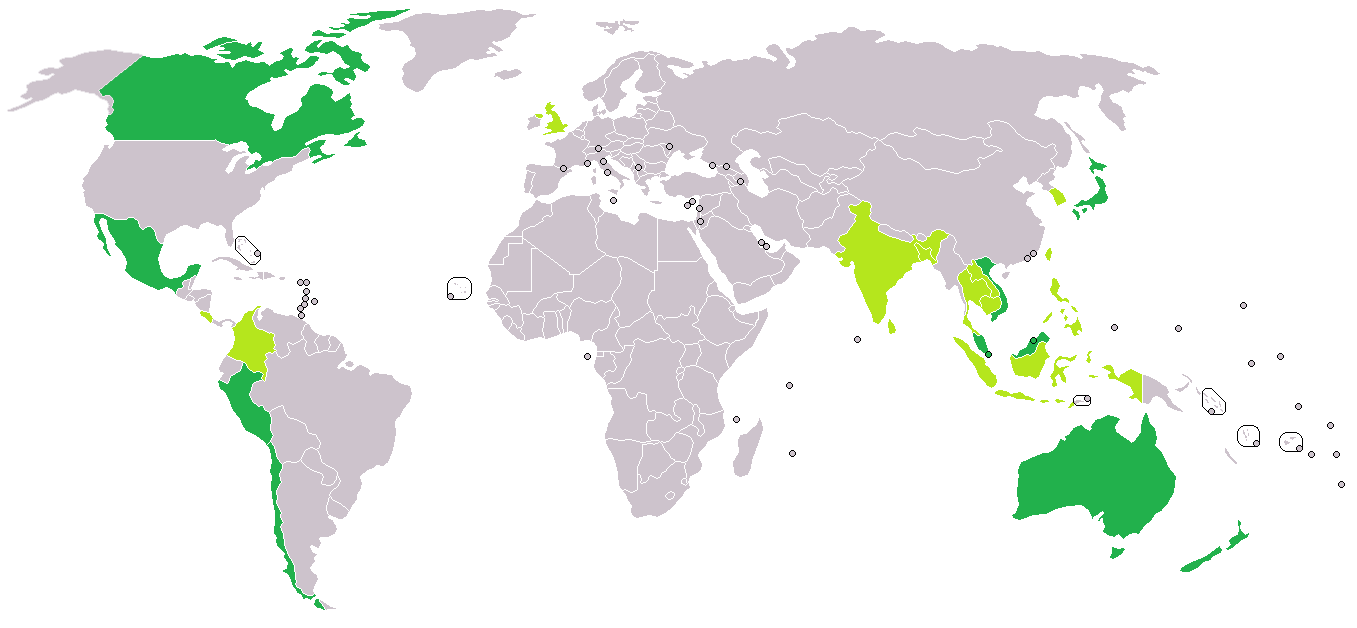
Інтеграція держав в рамках Транстихоокеанського партнерства
----
держави, які ведуть переговори щодо інтеграції держави, які оголосили про зацікавленість інтеграцією держави, які ймовірно зацікавляться інтеграцією держави, що не зацікавлені в інтеграції

## Пов'язані об'єднання та угоди
- Азійсько-Тихоокеанське економічне співробітництво
- Регіональне комплексне економічне партнерство
- Комплексне економічне партнерство у Східній Азії[en]
- Асоціація держав Південно-Східної зони вільної торгівлі Азії[en]
- Асоціація держав Південно-Східної Азії плюс три[ja]
- Асоціація Китаю та держав Південно-Східної зони вільної торгівлі Азії[en]
- Асоціація Індії та держав Південно-Східної зони вільної торгівлі Азії[en]
- Інвестор-держава з врегулювання спорів[en]
- Торговельна угода проти контрафакту
- Угода між Японією та Асоціацією держав Південно-Східної Азії про всеосяжне економічне співробітництво[ja]
- Угода про вільну торгівлю між Сполученими Штатами Америки та Республікою Корея[en]
- Угода між Австралією і Новою Зеландією про тісний торговельно-економічний зв'язок[en]
- Угода між Австралією і Чилі про вільну торгівлю[en]
- Угода між Австралією і Сполученими Штатами Америки про вільну торгівлю[en]